# Азарово (Орловская область)
Азарово — деревня в Мценском районе Орловской области.
По данным переписи населения 2010 года, в деревне Азарово проживает 133 человека (58 мужчин и 75 женщин).
Деревня Азарово расположена в 12 км к югу от города Мценска. Ближайшие населённые пункты — посёлок Мужицкий и деревня Слободка.
В советское время в деревне был образован колхоз им. Карла Маркса. После перестройки он был преобразован в КСП «Азарово», а затем в ТНВ «Меркулов и К».